# Cara de acelga
Pour plus de détails, voir Fiche technique et Distribution.
Cara de acelga est un film espagnol réalisé par José Sacristán, sorti en 1987.

## Synopsis
Un vagabond attend sur une autoroute que quelqu'un l'emmène ailleurs. Il arrive dans une petite ville de province et devient impliqué dans un plan pour voler un tableau de valeur.

## Fiche technique
- Titre : Cara de acelga
- Réalisation : José Sacristán
- Scénario : Carlos Pérez Merinero et José Sacristán
- Musique : Ricard Miralles
- Photographie : Carlos Suárez
- Montage : José Luis Matesanz
- Production : Alfredo Matas
- Société de production : In-Cine Compañía Industrial Cinematográfica, Jet Films et Lince Films
- Pays :  Espagne
- Genre : Comédie
- Durée : 106 minutes
- Dates de sortie : 
  -  Espagne : 20 janvier 1987

## Distribution
- José Sacristán : Antonio
- Fernando Fernán Gómez : Madariaga
- Marisa Paredes : Olga
- Amparo Soler Leal : Acacia
- Raúl Sender : Agustín
- Emilio Gutiérrez Caba : Eusebio
- Miguel Rellán : Paquito
- Amparo Baró : Loles
- Francisco Algora : Cocinero
- José Espinosa : Miguel Ángel
- Alberto Bové : Gregorio
- María Isbert : María
- José Segura : Camarero
- Mari Ángeles Acevedo : Petra

## Distinctions
Le film a été nommé pour deux prix Goya et a reçu le prix Goya de la meilleure direction de production.